# Ghulam Muhammad Khan
Ghulam Muhammad Khan (Rampur, 11 luglio 1763 – Nadaun, 1828) è stato un principe indiano.
È stato Nawab di Rampur dal 1793 al 1794.

## Biografia
Nato a Rampur nel 1763, Ghulam Muhammad Khan il figlio minore di Faizullah Khan. Divenne nawab nel 1793 dopo aver deposto il fratello maggiore, Muhammad Ali Khan Bahadur.
Il suo regno fu contraddistinto dalla sua tirannia che mise ben presto in pericolo la stabilità dell'intera regione. Nel 1794 venne pertanto deposto dalle truppe della Compagnia britannica delle Indie orientali in unione con le forze del nawab di Awadh, e gli successe sul trono il nipote, Ahmad Ali Khan Bahadur.
Ghulam Muhammad fu esiliato e si dedicò quindi ad una Hajj, dopo la quale si recò dapprima a Mysore presso la corte di Tipu Sultan, e poi si stabilì nel Punjab. Morì a Nadaun nel 1828.